# Zbiornik Rzeszowski
Zbiornik Rzeszowski (także: Zalew Rzeszowski) – sztuczny zbiornik wodny na Wisłoku w Rzeszowie, zbudowany w 1973 r.

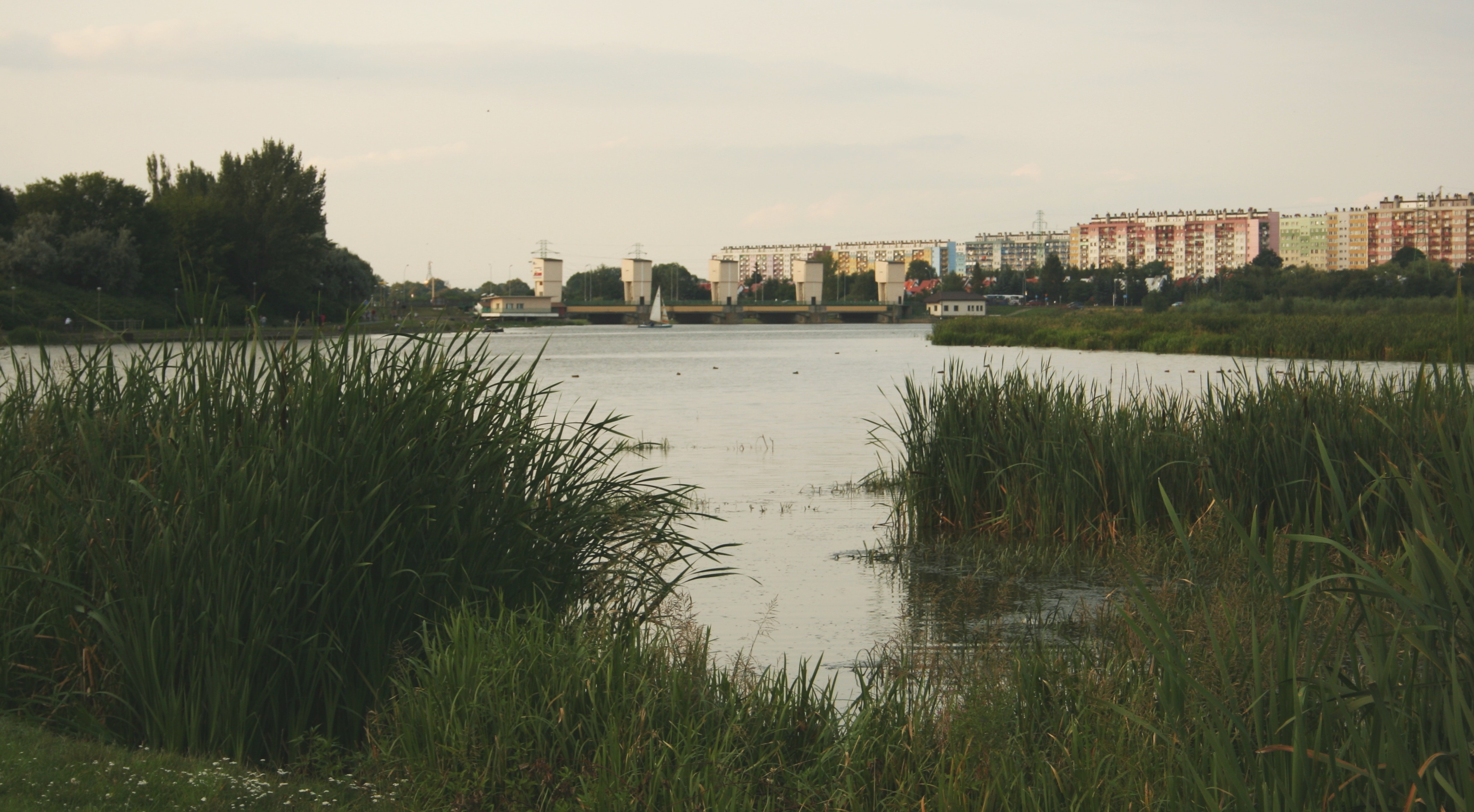
Zbiornik Rzeszowski w tle Most Karpacki (zapora) w ciągu ulicy Powstańców Warszawy i zabudowania Nowego Miasta

## Powstanie zbiornika
W celu spiętrzenia wody na rzece i zapewnienia prawidłowej pracy ujęcia wody dla mieszkańców Rzeszowa oraz dla walorów rekreacyjnych w 1973 roku został zbudowany próg wodny z kaskadą na Wisłoku. Woda zalała tereny m.in. dawnych żwirowni i piaskowni. Zbiornik miał w chwili powstania wydłużony kształt i powierzchnię 68,2 ha, pojemność 1,8 hm³, maksymalną głębokość 10 m. Projektowany na ośrodek sportów wodnych, miał w pierwotnych planach zająć powierzchnię 118 ha. W ciągu kilkudziesięciu lat Wisłok naniósł namuły wypłycając zalew. W 2014 akwen obejmował 44 ha. Obecnie zarośnięte jest ok. 30 ha z pierwotnego zbiornika. W 2010 roku została wybudowana Mała Elektrownia Wodna o mocy ok. 0,6 MW. Inwestycją towarzyszącą jest przepławka zapewniająca migrację ryb zasiedlających rzekę powyżej i poniżej zapory.

## Flora
Dzięki nieingerowaniu człowieka przyroda stworzyła bardzo zróżnicowane i bogate środowisko. Obszary nadwodne, bagienne porosły pałką szerokolistną i wąskolistną, trzciną, manną mielec, skrzypem bagiennym, kosaćcem żółtym, kropidłem wodnym. W wodzie i na jej powierzchni spotkać można takie rośliny jak: żabieniec babka wodna, rzęsa wodna, moczarka kanadyjska, rogatek, rdestnica pływająca, grążel żółty, grzybienie białe. Na brzegu pojawiają się dobre warunki dla wierzby, topoli, olszy i jesionu, z wolna następuje sukcesja łęgu.
W trakcie badań fitosocjologicznych przeprowadzonych w 1994 wyróżniono w zbiorniku i na terenach przyległych 18 zespołów roślinnych w 29 facjach i pięć zbiorowisk florystycznie bliżej nieokreślonych. Należały one do sześciu klas, siedmiu rzędów oraz dziewięciu związków zespołów. Łącznie stwierdzono tutaj występowanie 128 gatunków roślin (116 zielnych, dziewięć drzew i krzewów oraz trzy mszaki). Fitocenozy te charakteryzowały się nielicznym i niejednorodnym składem gatunkowym. Drzewa i krzewy to w głównej mierze odrośla okazów naniesionych do zalewu w okresach wyższych stanów wód. Spośród 23 fitocenoz, trzy zbiorowiska są rzadko występującymi (z rzęsą garbatą i rzęsą drobną, z moczarką kanadyjską i rdestnicą pływającą oraz Myriophylletum verticillati z wywłócznikiem okółkowym).
Zbiornik należy do programu ochrony przyrody Natura 2000.

## Fauna

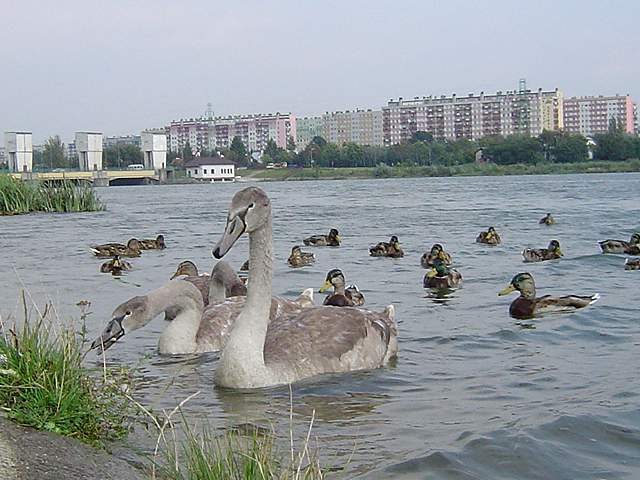
Zbiornik Rzeszowski

- Bezkręgowce – ważki, świtezianki, nartniki, chrząszcze żółtobrzeżki, kałużnice, pająki topiki, ślimaki błotniarki.
- Ryby – odnotowano 28 gatunków ryb, m.in. szczupaki, liny, sumy, amury, karpie, płocie, karasie, wzdręgi, leszcze.
- Płazy – w płytkich przybrzeżnych wodach i oczkach wodnych rozmnażają się kumaki nizinne, żaba trawna, żaby wodne, jeziorkowe, żaba moczarowa, ropucha szara, zielona, traszki zwyczajne i grzebieniaste.
- Gady – zaskroniec zwyczajny, jaszczurka zwinka, jaszczurka żyworodna.
- Ssaki – bobry, wydry, lisy, tchórze, gronostaje, łasice, karczowniki ziemnowodne, piżmaki, liczne drobne gryzonie i drapieżne rzęsorki. Świtem i o zmierzchu można się natknąć na latające tam nietoperze.
- Ptaki – wykryto 227 gatunków ptaków, w tym gatunki rzadkie i zagrożone: bąk, bączek, kureczka zielonka, rybitwa białowąsa. Podczas wiosennych przelotów zatrzymują się tutaj stada krzyżówek, cyranek, cyraneczek, świstunów, płaskonosów, głowienek i czernic. Występują tu również perkozy dwuczube, trzciniaki, trzcinniczki, rokitniczki, potrzosy, mew śmieszek, rybitw rzecznych, kokoszki wodne, łyski, wodniki, perkozki. Latem i wczesną jesienią zatrzymują się na zbiorniku wędrujące ptaki siewkowate: brodźce, bekasy, biegusy i sieweczki. Bywają tu również czaple białe i siwe, mewy srebrzyste i białogłowe, rybitwy czarne i białoczelne. Z rzadkich wędrownych ptaków stwierdzono m.in. czaplę purpurową i nadobną, kormorana małego, mewę trójpalczastą i czarnogłową, rybitwę popielatą, terekię, pliszkę cytrynową, dzierzbę czarnoczelną.